# Mișcarea național-germană

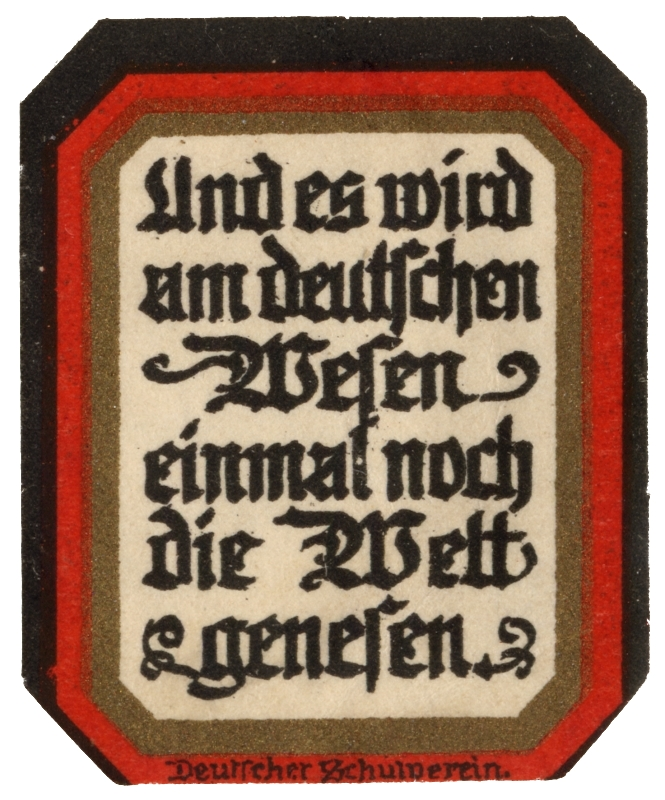
Propagandă național-germană pe un timbru din vremea Primului Război Mondial.

Mișcarea național-germană (în germană Deutschnationale Bewegung, adesea scris și Deutsch-Nationale Bewegung) a apărut în Austro-Ungaria și a fost privită ca un curent naționalist înverșunat al populației de limbă germană. Membrii ei se numeau Deutschnationale („național-germani”). Spre sfârșitul secolului al XIX-lea, mișcarea s-a împărțit în mai multe partide politice.